# Чемпионат Европы по плаванию в ластах 1987
12-й чемпионат Европы по плаванию в ластах прошёл в испанских городах Ла-Пуэбла и Пальма-де-Мальорка (Балеарские острова) с 23 по 26 сентября 1987 года.

## Призёры

### Мужчины
| Дисциплина         | Золото                                            | Золото   | Серебро                                                              | Серебро  | Бронза                                      | Бронза   |
| ------------------ | ------------------------------------------------- | -------- | -------------------------------------------------------------------- | -------- | ------------------------------------------- | -------- |
| 50 м, ныряние      | Олег Ананьев · СССР                               | 16.12    | Дмитрий Олейников · СССР                                             | 16.30    | Ф. Беттаззони · Италия                      | 16.49    |
| 100 м, в ластах    | Олег Ананьев · СССР                               | 39.23    | Константин Кудряев · СССР                                            | 39.73    | Юрген Коленда ФРГ                           | 40.01    |
| 200 м, в ластах    | Дмитрий Олейников · СССР                          | 1:27.61  | Константин Кудряев · СССР                                            | 1:29.87  | Л. Вилла · Италия                           | 1:32.49  |
| 400 м, в ластах    | Дмитрий Олейников · СССР                          | 3:08.27  | Константин Кудряев · СССР                                            | 3:11.48  | Андре Грациоли · Италия                     | 3:19.86  |
| 800 м, в ластах    | Дмитрий Олейников · СССР                          | 36:44.09 | Михаил Калужский · СССР                                              | 6:48.70  | Андрас Берес · Венгрия                      | 6:58.60  |
| 1500 м, в ластах   | Михаил Яковлев · СССР                             | 13:04.95 | Михаил Калужский · СССР                                              | 13:10.09 | Паоло Вандини · Италия                      | 13:22.58 |
| 100 м, в акваланге | Олег Ананьев · СССР                               | 35.80    | Юрген Коленда ФРГ                                                    | 37.35    | Алексей Семёнов · СССР                      | 37.46    |
| 400 м, в акваланге | Алексей Семёнов · СССР                            | 2:59.10  | Михаил Яковлев · СССР                                                | 3:04.78  | Т. Холхос · Венгрия                         | 3:10.64  |
| 800 м, в акваланге | Алексей Семёнов · СССР                            | 2:59.10  | Михаил Яковлев · СССР                                                | 3:04.78  | Т. Холхос · Венгрия                         | 3:10.64  |
| эстафета 4×200 м   | С. Носов · Левин · Миронов · Сергей Ахапов · СССР | 6:28.07  | Манджерини · Делла Маджиоре · Фраскаторе · Карло Фиорентини · Италия | 6:34.11  | Деасси · Чик · Фуцеси · Берекмери · Венгрия | 6:44.53  |

### Женщины
| Дисциплина         | Золото                                                                      | Золото   | Серебро                                                  | Серебро  | Бронза                                                | Бронза   |
| ------------------ | --------------------------------------------------------------------------- | -------- | -------------------------------------------------------- | -------- | ----------------------------------------------------- | -------- |
| 50 м, ныряние      | Ирина Гривенко · СССР                                                       | 18.86    | Светлана Фролова · СССР                                  | 18.97    | Симона Нанни · Италия                                 | 19.53    |
| 100 м, в ластах    | Симона Нанни · Италия                                                       | 44.75    | Татьяна Мельникова · СССР                                | 45.15    | Светлана Фролова · СССР                               | 45.23    |
| 200 м, в ластах    | Симона Нанни · Италия                                                       | 1:38.68  | Вероника Хворова · СССР                                  | 1:38.84  | Татьяна Мельникова · СССР                             | 1:38.84  |
| 400 м, в ластах    | Светлана Успенская · СССР                                                   | 3:30.56  | Вероника Хворова · СССР                                  | 3:30.62  | Ева Фабо · Венгрия                                    | 3:36.04  |
| 800 м, в ластах    | Ирина Тюрина · СССР                                                         | 7:14.51  | Светлана Успенская · СССР                                | 7:24.40  | Эдит Гинсцингер · СССР                                | 7:31.11  |
| 1500 м, в ластах   | Ирина Тюрина · СССР                                                         | 13:58.40 | Светлана Успенская · СССР                                | 14:09.41 | Эдит Гинсцингер · СССР                                | 14:21.82 |
| 100 м, в акваланге | Светлана Фролова · СССР                                                     | 41.39    | Ирина Гривенко · СССР                                    | 42.41    | Симона Нанни · Италия                                 | 44.19    |
| 400 м, в акваланге | Ирина Гривенко · СССР                                                       | 3:18.49  | Светлана Фролова · СССР                                  | 3:18.73  | Каталин Тот · Венгрия                                 | 3:32.67  |
| эстафета 4×100 м   | Лариса Боровик · Е. Вафина · Наталья Дячкина · Н. Хорбенко · СССР           | 3:04.49  |                                                          |          | Н. Томсикс · Б. Надь · А. Хорват · Р. Фелек · Венгрия | 3:16.65  |
| эстафета 4×200 м   | Лариса Боровик · Наталья Дячкина · Вероника Хворова · Анна Шавкунова · СССР | 6:53.68  | Симона Нанни · Грета Гори · Негриди · Траверса · Франция | 7:00.01  | Н. Томсикс · Б. Надь · А. Хорват · Р. Фелек · Венгрия | 7:17.76  |